# FK Radnički Berane
| Radovi u tijeku! |
| Jedan vrijedni suradnik upravo radi na ovom članku! Mole se ostali suradnici da NE UREĐUJU članak dok je ova obavijest prisutna. Koristite stranicu za razgovor ako imate komentare i pitanja u vezi s člankom. Kada radovi budu gotovi predložak će ukloniti suradnik koji ga je postavio na članak! Predložak može svatko ukloniti ako 6 sati nije bilo promjena u članku i njegovoj stranici za razgovor. |

Fudbalski klub "Radnički" ('FK Radnički Berane; FK Radnički; Radnički Berane; Radnički; ćirilica Фудбалски клуб Раднички Беране) je bio nogometni klub iz Berana, Crna Gora. 
 
Klub ne djeluje od 2018. godine. 

## Vanjske poveznice
- srbijasport.net, Radnički Berane
- (engl.) int.soccerway.com, FK Radnički Berane
- (engl.) worldfootball.net, FK Radnički Berane
- (engl.) sofascore.com, Radnicki Berane
- rezultati.com, Radnicki Berane
- (engl.) futbol24.com, FK Radnički Berane
- fudbal91.com, Radnički Berane
- (engl.) footballdatabase.eu, Radnicki Berane
- (engl.) transfermarkt.com, FK Radnicki Berane
- (lit.) futbolas.lietuvai.lt, FK Radnički Berane